# Зейц, Карл
Карл Зейц (нем. Karl Seitz; 4 сентября 1869, Вена — 3 февраля 1950, Вена) — австрийский политик. Первый федеральный президент Австрии (1919—1920), бургомистр Вены (1923—1934), председатель Социал-демократической партии Австрии (1919—1934), глава различных органов власти.

## Биография
Родился в семье мелкого торговца углем. Со смертью отца в 1875 году для семьи настали тяжёлые времена, Карл был отправлен в приют. Несмотря на это он продолжил образование и получил стипендию, позволившую ему поступить в педагогический институт в Санкт-Пёльтене. 
В 1888 году поступил на работу школьным учителем в Вене. Зейц был членом Социал-демократической партии Австрии, в 1896 году основал социал-демократический союз учителей, в 1897 году вошёл в состав школьного совета Нижней Австрии и перестал заниматься преподавательской деятельностью и целиком посвятил себя политике. Среди членов Социал-демократической партии он был одним из видных экспертов в области образования. 
В 1901 году Зейц избирался в райхсрат (парламент австрийской части Австро-Венгрии), а в 1902 году — в парламент Нижней Австрии. В течение Первой мировой войны Зейц выступал с позиций пацифизма, в 1917 году участвовал в антивоенном конгрессе социалистов в Стокгольме.
С распадом Австро-Венгрии в 1918 году рейхсрат 21 октября был преобразован во временное национальное собрание, а Зейц был назначен одним из его председателей. 30 октября Зейц был объявлен временным главой государства. На следующий день после отречения императора Карла I от австрийского престола была провозглашена Австрийская республика (12 ноября), Зейц стал временным президентом. Почти одновременно он стал временным председателем Социал-демократической партии после смерти Виктора Адлера (11 ноября). В 1919 году Зейц официально стал президентом Австрии и председателем Социал-демократической партии, покинув пост председателя национального собрания. В мае 1919 — октябре 1920 года был главой Учредительного собрания. Возглавлял Национальный совет (нижняя палата парламента).
1 октября 1920 года была принята конституция Австрии, в октябре — ноябре Зейц был временно исполняющим президента, 9 декабря покинул пост президента, отказавшись от участия в президентских выборах. Продолжая заниматься политикой, занимал должности председателя партии и нижней палаты парламента. После победы социал-демократов на муниципальных выборах в Вене Зейц 13 ноября 1923 года был избран бургомистром столицы. На этом посту успешно занимался решением различных задач, в том числе в области образования и жилищного строительства, чем заслужил широкую популярность. Социалистическая гегемония на городском уровне вошла в историю как период «Красной Вены».
Установление диктатуры австрофашизма и события 1934 года привели к запрету Социал-демократической партии. Зейц, потеряв посты бургомистра и председателя партии, был заключён под стражу, но через несколько недель освобождён без предъявления обвинений. Хотя большинство жителей Вены рассматривало лишение его власти как незаконное, политическая карьера Зейца завершилась.
Он остался в Вене, в июле 1944 года был арестован и некоторое время провёл в концентрационных лагерях в Равенсбрюке и Плауэне, освобождён в марте 1945 года, вернувшись в Вену уже после падения нацистской Германии в мае 1945 года. Был почётным президентом возрождённой Социал-демократической партии и членом Национального совета.
Изображён на австрийской почтовой марке 1994 года.